# Competições de futebol entre as Regiões Norte e Nordeste do Brasil

Localização dos estados nordestinos e nortistas no mapa do Brasil.

Algumas competições de futebol entre as regiões Norte e Nordeste do Brasil já foram realizadas. Alguns que tiveram poucas edições como o Torneio dos Campeões do Norte–Nordeste (1951 e 1952) e o Torneio Hexagonal Norte–Nordeste (em 1967).
O Torneio Norte–Nordeste, que teve três edições, talvez tenha sido o principal torneio inter-regional já realizado entre essas duas regiões, sendo a única independente e oficialmente chancelada. Foi disputado nos anos de 1968, 1969 e 1970, reunindo dezenas de equipes de quase todos estados.
Em 1971, a CBD promoveu a Taça Norte–Nordeste, fase regional da Série B de 1971 — competição esta que foi divida em zonas. Deu ao campeão (Remo) uma vaga na final da Série B do Campeonato Brasileiro.
Em 2017, a Liga do Nordeste organizou a Taça Asa Branca, competição entre o campeão da Copa do Nordeste e o da Copa Verde, sendo uma supercopa amistosa.

## Competições

### Troféu Leão do Norte
| Ano  | Campeão | Vice-campeão            |
| ---- | ------- | ----------------------- |
| 1919 | Sport   | Combinado Remo-Paysandu |

### Torneio Campeão dos Campeões do Norte
| Ano  | Campeão   | Vice-campeão | Terceiro lugar |
| ---- | --------- | ------------ | -------------- |
| 1948 | Moto Club | Paysandu     | Fortaleza      |

### Torneio dos Campeões do Norte–Nordeste
| Ano  | Campeão  | Vice-campeão | Terceiro lugar | Quarto lugar |
| ---- | -------- | ------------ | -------------- | ------------ |
| 1951 | Ypiranga | Remo         | Náutico        | América      |
| 1952 | Náutico  | Tuna Luso    | América        | Ypiranga     |

### Grupo NortedaZona Norte–NordestedaTaça Brasil
Apesar do nome, o Grupo Norte da Zona Norte–Nordeste da Taça Brasil era disputado por times das regiões Norte e Nordeste, tendo campeões somente desta.
| Ano  | Campeão           | Vice-campeão      |
| ---- | ----------------- | ----------------- |
| 1959 | Sport             | Tuna Luso         |
| 1960 | Fortaleza         | Moto Club         |
| 1961 | Fortaleza         | Remo              |
| 1962 | Sport             | Ceará             |
| 1963 | Sport             | Paysandu          |
| 1964 | Náutico           | Paysandu          |
| 1965 | Náutico           | Remo              |
| 1966 | Fortaleza         | Paysandu          |
| 1967 | América           | Paysandu          |
| 1968 | Não houve disputa | Não houve disputa |

### Zona Norte–NordestedaTaça Brasil
| Ano  | Campeão   | Vice-campeão |
| ---- | --------- | ------------ |
| 1959 | Bahia     | Sport        |
| 1960 | Fortaleza | Bahia        |
| 1961 | Bahia     | Fortaleza    |
| 1962 | Sport     | Campinense   |
| 1963 | Bahia     | Sport        |
| 1964 | Ceará     | Náutico      |
| 1965 | Náutico   | Vitória      |
| 1966 | Náutico   | Vitória      |
| 1967 | Náutico   | América-CE   |
| 1968 | Fortaleza | Bahia        |

### Torneio Hexagonal Norte–Nordeste
| Ano  | Campeão    | Vice-campeão |
| ---- | ---------- | ------------ |
| 1967 | Santa Cruz | Remo         |

### Torneio Norte–Nordeste
| Ano  | Campeão   | Vice-campeão |
| ---- | --------- | ------------ |
| 1968 | Sport     | Remo         |
| 1969 | Ceará     | Remo         |
| 1970 | Fortaleza | Sport        |

### Zona Norte–NordestedoCampeonato Brasileiro Série B
| Ano   | Campeão | Vice-campeão |
| ----- | ------- | ------------ |
| 1971¹ | Remo    | Itabaiana    |

1Fase regional do Campeonato Brasileiro da Série B, que contou com a participação de clubes das regiões Norte e Nordeste do Brasil. Esse título deu ao Remo o direito de disputar a final da primeira Série B, em 1971.

### Taça Almir de Albuquerque
| Ano   | Campeão          | Vice-campeão |
| ----- | ---------------- | ------------ |
| 1973¹ | América de Natal | Rio Negro    |

1Anexo ao Campeonato Brasileiro — Série A, considerava apenas os jogos dos nordestinos e nortistas entre si na competição nacional.

### Taça Asa Branca
| Ano  | Campeão    | Vice-campeão |
| ---- | ---------- | ------------ |
| 2017 | Santa Cruz | Paysandu     |